# Коломак (река)
Колома́к (укр. Коломак) — река на Украине, протекает по территории Валковского и Коломакского районов Харьковской области, Чутовского и Полтавского районов Полтавской области. Является левым притоком Ворсклы.
Длины реки — 102 км, площадь водосборного бассейна — 1650 км². Долина Коломака преимущественно трапециевидная, в низовьях невнятная. Русло умеренно извилистое, ширина от 20-50 до 100 метров, глубина до 6 метров. Уклон реки составляет 0,62 м/км. Во время засухи пересыхает в верховье. В настоящее время на реке обустроено несколько прудов, применяющихся для орошения.
Исток реки находится у восточной окраины села Высокополье Валковского района. Течение реки идёт в юго-западном направлении. Коломак впадает в Ворсклу на юго-востоке Полтавы.
Правый приток — река Свинковка, левые притоки — Шляхова, Чутовка, Ладыженка. На берегах Коломака расположен город Полтава и ряд сёл и посёлков.